# Anna Serme
Anna Serme (* 15. Mai 1991 in Krnov als Anna Klimundová) ist eine tschechische Squashspielerin.

## Karriere
Anna Serme begann ihre professionelle Karriere im Jahr 2010 auf der PSA World Tour und erreichte auf dieser bislang drei Finals. Ihre höchste Platzierung in der Weltrangliste erreichte sie mit Rang 38 im März 2022. Mit der tschechischen Nationalmannschaft nahm sie 2012 an der Weltmeisterschaft teil. Sie gehörte außerdem mehrere Male zum tschechischen Kader bei Europameisterschaften und vertrat Tschechien bei den World Games 2017. Ihr bestes Resultat bei Europameisterschaften im Einzel erzielte sie 2016 mit dem Erreichen des Viertelfinals. 2018, 2020, 2021 und 2022 wurde sie tschechische Landesmeisterin.
Serme ist seit Juli 2016 mit dem französischen Squashspieler Lucas Serme verheiratet.

## Erfolge
- Tschechischer Meister: 4 Titel (2018, 2020–2022)